# District de Jinniu
Le district de Jinniu (金牛区 ; pinyin : Jīnniú Qū) est une subdivision administrative de la province du Sichuan en Chine. Il est placé sous la juridiction de la ville sous-provinciale de Chengdu.